# Gonomyia bihamata
Gonomyia bihamata là một loài ruồi trong họ Limoniidae. Chúng phân bố ở miền Tân bắc.